# Assedio di Mézières
L'assedio di Mézières fu un evento bellico che ebbe luogo nel 1521, durante la guerra d'Italia del 1521-1526. La città (che ora fa parte di Charleville-Mézières) venne messe sotto assedio da un esercito del Sacro Romano Impero, condotto da Enrico III di Nassau-Breda che dovette scontrarsi con i difensori francesi comandati da Pierre Terrail de Bayard e Anne de Montmorency.
L'assedio fu un fallimento e la risoluta resistenza dei francesi diede al re Francesco I di Francia più tempo per radunare le sue forze contro l'imperatore Carlo V.

## Contesto
L'offensiva francese in territorio spagnolo, condotta nell'estate del 1521, si era appena conclusa con un fallimento; la rivolta del Regno di Navarra, il territorio di confine passato di recente (nel 1506 e confermato nel 1512) sotto il controllo ispanico, costrinse il maresciallo di Francia Odet de Foix a ritirarsi per evitare di essere tagliato fuori dalle sue linee di rifornimento. Così, il 30 giugno 1521 i francesi furono sconfitti nella Battaglia di Noáin che sancì definitivamente il potere del re di Castiglia sulla Navarra.
D'altra parte, nella fragile pace che aveva seguito l'elezione di Carlo V a imperatore del Sacro Romano Impero, gli inglesi dovevano svolgere il ruolo di arbitri tra i principi Valois e Asburgo. Dopo il fallimento dell'incontro detto del "Campo del Drappo d'Oro", il re Enrico VIII d'Inghilterra e il suo ministro Thomas Wolsey avevano stretto un'alleanza con il giovane imperatore. Tuttavia, nel giugno del 1521, Francesco I di Francia accettò la mediazione degli inglesi nella speranza di strappare una tregua che potesse consentirgli di riprendersi. Minacciata su più fronti e attanagliata da una crisi finanziaria, la Francia non era in grado di mettere in campo velocemente un esercito.
Il duca di Bouillon, Robert de la Marck, aveva condotto incursioni nelle Fiandre per diverse settimane quando, il 20 agosto, Carlo V ordinò l'invasione della Francia settentrionale. Le truppe imperiali comandate dal conte Franz von Sickingen si diressero verso Mouzon, nelle Ardenne.

## L'assedio
All'arrivo degli imperiali, gli abitanti del villaggio si rifugiarono nella cittadella di Mézières. Ben presto questa roccaforte, difesa da Pierre Terrail de Bayard con solo un migliaio di uomini armati, fu assediata da quasi 35 000 soldati guidati dal Nassau.
L'assedio durò sei settimane, di cui tre trascorse tra pesanti bombardamenti. Bayard fu lasciato solo a contrastare le truppe nemiche, poiché il re di Francia, per mancanza di denaro, non fu in grado di intervenire. Mentre Mézières resisteva, i vicini villaggi di Champeau e Manicourt (dove erano accampate le truppe imperiali) furono incendiati.
Bayard escogitò quindi un trucco: scrisse delle false lettere indirizzate al re Francesco in cui comunicava che "la città era fornita e ben difesa, che poteva sostenere anche un lungo assedio" e rifiutò l'invio di aiuto, facendo poi in modo che esse cadessero in mano dei nemici. Questi ingannati da tali informazioni decisero di rinunciare alla loro conquista e togliere l'assedio.

## Conseguenze
Successivamente, il cardinale Wolsey propose una tregua alla Francia, che fu però rifiutata: il re Francesco I aveva guadagnato abbastanza tempo per radunare un esercito vicino a Reims e prevenire così ulteriori incursioni nel suo territorio. Questa vittoria fu presto seguita da altre, come la riconquista di Parma da parte di Odet de Foix e la presa della posizione strategica di Hondarribia da Bonnivet.